# Scottish Football League Premier Division
Die Scottish Football League Premier Division war von 1975 bis 1998 die höchste Fußballliga in Schottland. Der Schottische Meister wurde zuvor von 1890 bis 1974 in der Division One ausgespielt. Von 1975 bis zu der letzten Spielzeit 1997/98 diente die Premier Division als höchste Fußballliga. Ab 1999 löste die Scottish Premier League die Premier Division ab.
Vier Mannschaften konnten in dieser Zeit die Meisterschaft gewinnen. Die Glasgow Rangers mit zwölf Meisterschaften gefolgt von Celtic Glasgow mit sieben Titeln sowie der FC Aberdeen, der dreimal erfolgreich war, und Dundee United, das einmal Meister wurde.
Die Rangers bauten bis zum Ende der Premier Division im Jahr 1998 die Anzahl der gewonnenen Meisterschaften auf 47 aus. Celtic kam im selben Zeitraum bis auf 36 Meisterschaften, gefolgt von den Dons aus Aberdeen, die ihre Meisterschaften zwei bis vier gewannen. Für United war es hingegen der erste Meisterschaftstitel überhaupt.

## System
| Saison  | Schottischer Meister (ges./SPD) |
| ------- | ------------------------------- |
| 1975/76 | Glasgow Rangers (36/1)          |
| 1976/77 | Celtic Glasgow (30/1)           |
| 1977/78 | Glasgow Rangers (37/2)          |
| 1978/79 | Celtic Glasgow (31/2)           |
| 1979/80 | FC Aberdeen (2/1)               |
| 1980/81 | Celtic Glasgow (32/3)           |
| 1981/82 | Celtic Glasgow (33/4)           |
| 1982/83 | Dundee United                   |
| 1983/84 | FC Aberdeen (3/2)               |
| 1984/85 | FC Aberdeen (4/3)               |
| 1985/86 | Celtic Glasgow (34/5)           |
| 1986/87 | Glasgow Rangers (38/3)          |
| 1987/88 | Celtic Glasgow (35/6)           |
| 1988/89 | Glasgow Rangers (39/4)          |
| 1989/90 | Glasgow Rangers (40/5)          |
| 1990/91 | Glasgow Rangers (41/6)          |
| 1991/92 | Glasgow Rangers (42/7)          |
| 1992/93 | Glasgow Rangers (43/8)          |
| 1993/94 | Glasgow Rangers (44/9)          |
| 1994/95 | Glasgow Rangers (45/10)         |
| 1995/96 | Glasgow Rangers (46/11)         |
| 1996/97 | Glasgow Rangers (47/12)         |
| 1997/98 | Celtic Glasgow (36/7)           |

Die zehn Mannschaften der Liga trugen pro Saison 36 Spiele aus. Jede Mannschaft spielte jeweils viermal gegen jedes andere Team.
Der Tabellenerste war schottischer Meister. Die beiden Tabellenletzten stiegen in die First Division ab.

## Geschichte
Seit 1890 wird in Schottland im Ligabetrieb gespielt. Anfangs bestand die Scottish Football League (SFL) aus einer, ab 1894 aus zwei Staffeln („Division One“ und „Division Two“). Zur Saison 1975/76 wurde das Profiligasystem unter dem Dach der SFL neu gegliedert. Die zehn besten der vormals 18 Erstligavereine bildeten die neue „Premier Division“ und die restlichen 28 Profimannschaften verteilten sich auf die nun zweitklassige First Division und eine neue dritte Liga, die den Namen Second Division trug. Zur Saison 1994/95 kam eine viertklassige („Third Division“) hinzu und auf allen Ebenen spielten zu diesem Zeitpunkt zehn Mannschaften.
1998 beschloss die Premier Division, sich von der Scottish Football League abzuspalten und die Scottish Premier League zu gründen.

## Mitglieder der Scottish Premier Division
In der letzten Saison 1997/98 spielten folgende zehn Mannschaften in der Scottish Premier Division (für die folgenden Spielzeiten in der höchsten schottischen Spielklasse siehe Scottish Premier League bzw. Scottish Premiership):
- FC Aberdeen
- Celtic Glasgow
- Glasgow Rangers
- Dundee United
- Heart of Midlothian
- Hibernian Edinburgh
- FC Kilmarnock
- FC Motherwell
- Dunfermline Athletic
- FC St. Johnstone